# 石生耳蕨
石生耳蕨（学名：Polystichum saxicola），为鳞毛蕨科耳蕨属下的一个植物种。